# 復活! 栄光の東映ヒーロー
『復活! 栄光の東映ヒーロー』（ふっかつ! えいこうのとうえいヒーロー）は、メタルヒーローシリーズの主題歌・挿入歌を収録したアルバム。1988年と1996年に日本コロムビアからリリースされた。全5巻、各巻2枚組。

## 概要
メタルヒーローシリーズのうち、『重甲ビーファイター』までの全作品の主題歌・挿入歌を収録したアルバム。
1988年にVol.1とVol.2をLPの形で発売。この時点で放送終了から間もなかった『超人機メタルダー』まで収録されたことや、当時放送中だった『世界忍者戦ジライヤ』の扱われ方により、一度リリースを終了する。1992年にCD化。
1996年、Vol.3 - Vol.5を発売。こちらは最初からCDで発売されたほか、ジャケットのデザインが変更された。
「メタルヒーロー」のシリーズ名はリリース開始時点では決まっていなかったため、正式な商品名としては表記されていないが、Vol.3以降はジャケットに「TOEI METAL HERO COMPLETE SONG COLLECTION」と表記されている。

## 作品
1. 復活! 栄光の東映ヒーロー Vol.1
『宇宙刑事ギャバン』『宇宙刑事シャリバン』『宇宙刑事シャイダー』の主題歌・挿入歌を収録。LPの時点で容量に余裕があったため、各作品の劇伴曲（放送当時のサウンドトラック・アルバムに未収録のものも含む）も一部収録している[2]。『ギャバン』の主題歌・挿入歌は、放送当時のソングアルバム『宇宙刑事ギャバン ベストヒット曲集』に収録されていたギャバン（大葉健二）の語りがすべてカットされ、曲のみの収録となっている。『シャイダー』の挿入歌「不思議ソングPART II」「不思議ソングPART III」[3]は、当時既に商品化済みだったが本盤には未収録。
2. 復活! 栄光の東映ヒーロー Vol.2
『巨獣特捜ジャスピオン』『時空戦士スピルバン』『超人機メタルダー』の主題歌・挿入歌を収録。Vol.1と同様に各作品の劇伴曲も収録している。ただし、『メタルダー』は放送終了から間もなく、放送当時のソングアルバム『超人機メタルダー ヒット曲集』が残っていたため、挿入歌は1曲のみの収録となり、代わりに放送当時のサウンドトラック・アルバム『交響組曲 超人機メタルダー』に未収録の劇伴曲を多数収録している[1]。
3. 復活! 栄光の東映ヒーロー Vol.3
『世界忍者戦ジライヤ』『機動刑事ジバン』『特警ウインスペクター』の主題歌・挿入歌を収録。本盤より最初からCDでのリリースとなる。劇伴曲は『特警ウインスペクター ヒット曲集II』に収録されていたものの再録のみとなった。
4. 復活! 栄光の東映ヒーロー Vol.4
『特救指令ソルブレイン』『特捜エクシードラフト』の主題歌・挿入歌曲を収録。本盤より劇伴曲は完全に未収録となる。
5. 復活! 栄光の東映ヒーロー Vol.5
『特捜ロボ ジャンパーソン』『ブルースワット』『重甲ビーファイター』の主題歌・挿入歌を収録[4]。『ブルースワット』の主題歌はアルバムバージョンのみを収録。また、本盤で完結となることに伴い、ボーナストラックとして『メタルダー』の主題歌のテレビサイズと、Vol.2に未収録の挿入歌を収録した[5]。